# 桐河乡
桐河乡，是中华人民共和国河南省南阳市唐河县下辖的一个乡镇级行政单位。

## 行政区划
桐河乡下辖以下地区：
桐一村、桐二村、桐三村、桐四村、陈庄村、李营村、范营村、邱庄村、吴庄村、申老家村、官园村、砚河村、小郭庄村、耿庄村、大郭庄村、沈桥村、年庄村、清河村、李司庄村和刘伙新村。